# 赤7号

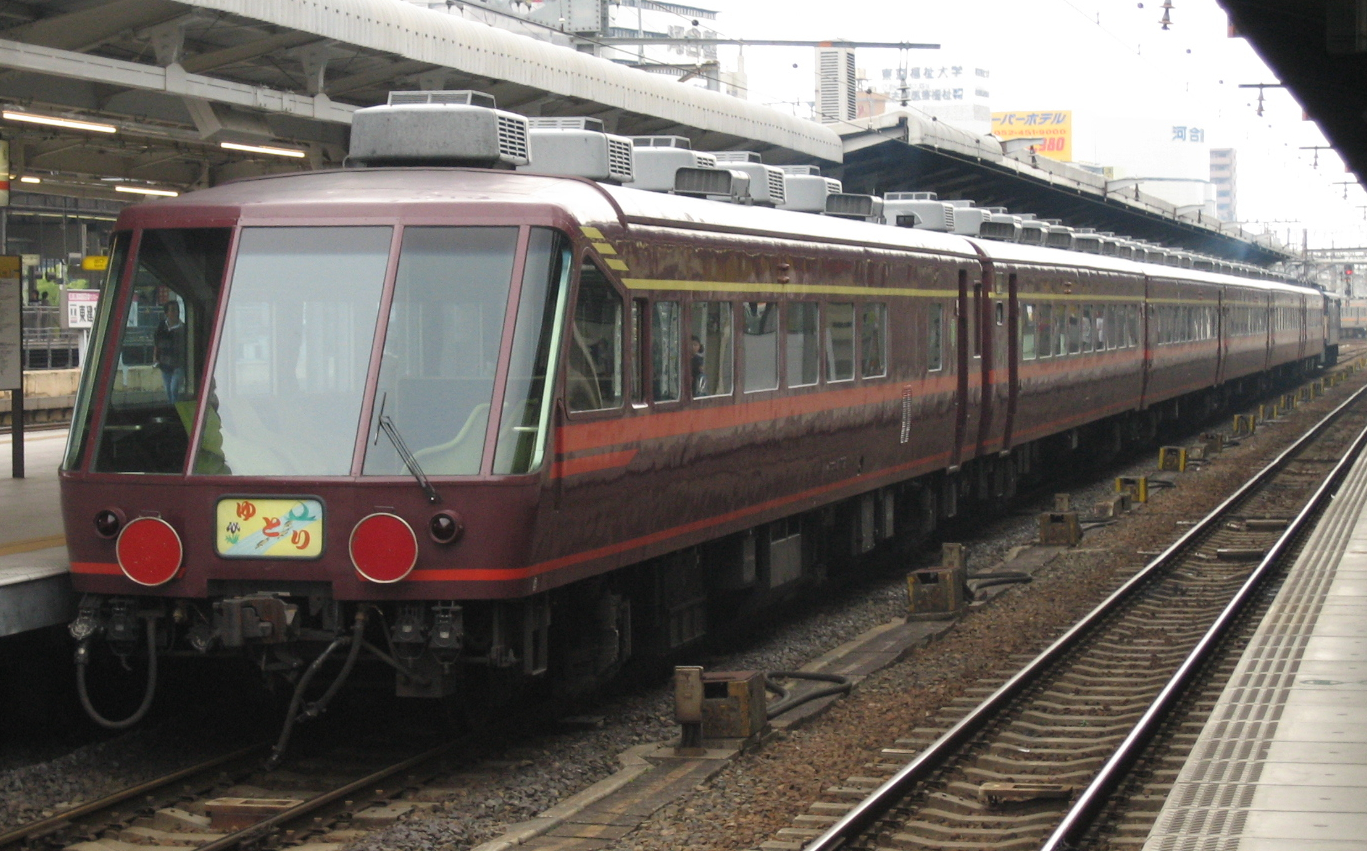
赤7号を地色に使用した欧風客車「サロンエクスプレス東京」（その後和式客車「ゆとり」に改造）

赤7号（あか7ごう）は、日本国有鉄道（国鉄）が定めた色名称の1つである。

## 概要
国鉄部内の慣用色名称は「マルーン」である。
電車・気動車のグリーン車の塗装部品や、客車グリーン車のカーテンキセなど、主に車内に使用されていた色である。
しかし、1983年8月に初の欧風客車「サロンエクスプレス東京」を登場させるにあたって、それまで車体外部色としては使用されておらず、かつ上品な色を外部色とすべく検討した結果、本色が採用された。地色に本色が本格採用されたのは、これが初であり、翌年に登場した和式気動車「こまち」でも帯色として採用されている。

## 使用車両
- 国鉄14系客車…欧風客車「サロンエクスプレス東京/ゆとり」
- 国鉄12系客車…欧風客車「ゆうゆうサロン岡山」・和式客車「わくわく団らん」
- 国鉄キハ58系気動車…和式気動車「こまち」・洋風気動車「エレガンスアッキー」

## 近似色
- 茶色
- 小豆色
- マルーン
- ぶどう色3号
- 阪急マルーン